# Ignasi Llauradó
Ignasi Llauradó (Espanya s.XX). Organista i compositor. Va ser organista beneficiat a Osca. El 1928 va participar com a soci actiu en el IV Congrés de Música Religiosa celebrat a Victoria (Colúmbia Britànica).

## Obres
- Santo, Santo, trisagio al Santísimo Sacramento, 3V,ac, E.:VAcp
- Trisagio a la Sagrada Familia, 3V, órg (TSM, 1936, 117-20)
- Triunfal la Iglesia te aclama, Go al patriarca San José, Co, sol, órg (TSM, 1936, 117-20)
- Versos salmódics en primer to (TSM, III-1932)